# Shangay
Shangay, conocida hasta 2014 como Shangay Express, es una revista mensual destinada a la comunidad LGTBIQ+ española, y especializada en cultura, moda, estilos de vida y ocio. Se distribuye de forma gratuita en toda España, principalmente en Madrid y Barcelona, y su edición de julio es la revista oficial del Orgullo de Madrid. Según El Mundo, es "la primera publicación convencional española homosexual".

## Historia
En sus más de 540 números editados, grandes artistas nacionales e internacionales han mostrado su apoyo y compromiso con la comunidad LGTBIQ+. En Shangay han entrevistado a grandes estrellas del pop y el cine como Beyoncé, Britney Spears, Mariah Carey, Penélope Cruz, Javier Bardem, Jennifer Lopez, Lady Gaga, Adele, Alaska, Mónica Naranjo, Miguel Bosé, Victoria Abril, Pet Shop Boys, Christina Aguilera y Miguel Ángel Silvestre. También dan voz a creadores emergentes diversos de la comunidad LGTBIQ+ tanto nacional como internacional
Shangay Media Group publica tres cabeceras gratuitas en papel: Shangay, Shangay Voyager (la única revista de turismo LGTBIQ+ en España) y el Anuario Edición Coleccionista Shangay, edición de lujo que resume lo acontecido y publicado cada año. 
Todas las publicaciones cuentan con versión digital en pdf descargable en shangay.com, que nació como la primera web dirigida al colectivo LGTBIQ+ de España, y cuenta también con una importante presencia en los países latinoamericanos.
En 2024, la revista fue premiada en los Reconocimientos Arcoíris en la categoría por la visibilidad LGTBI en el ámbito de los medios de comunicación.